# Oleszkowicze (Ukraina)
Oleszkowicze (ukr. Олешковичі) – wieś na Ukrainie, w obwodzie wołyńskim, w rejonie łuckim.
Pod koniec XIX w. kolonia w powiecie łuckim.